# Alafiarou
 (avril 2024).
Si vous disposez d'ouvrages ou d'articles de référence ou si vous connaissez des sites web de qualité traitant du thème abordé ici, merci de compléter l'article en donnant les références utiles à sa vérifiabilité et en les liant à la section « Notes et références ».
Alafiarou est l'un des sept arrondissements de la commune de Tchaourou dans le département du Borgou au Bénin.

## Géographie
L'arrondissement de Alafiarou est situé au nord-est du Bénin et compte 4 villages que sont Agbassa, Alafiarou, Koda et Koko.

### Climat
Alafiarou possède un  climat de savane de type Aw selon la classification de Köppen. La température moyenne annuelle y est de 26,8 °C. Les précipitations sont d'environ 1 023,6 mm par an, beaucoup plus abondantes en été qu'en hiver.

### Végétation

Spécimens récoltés à Alafiarou.
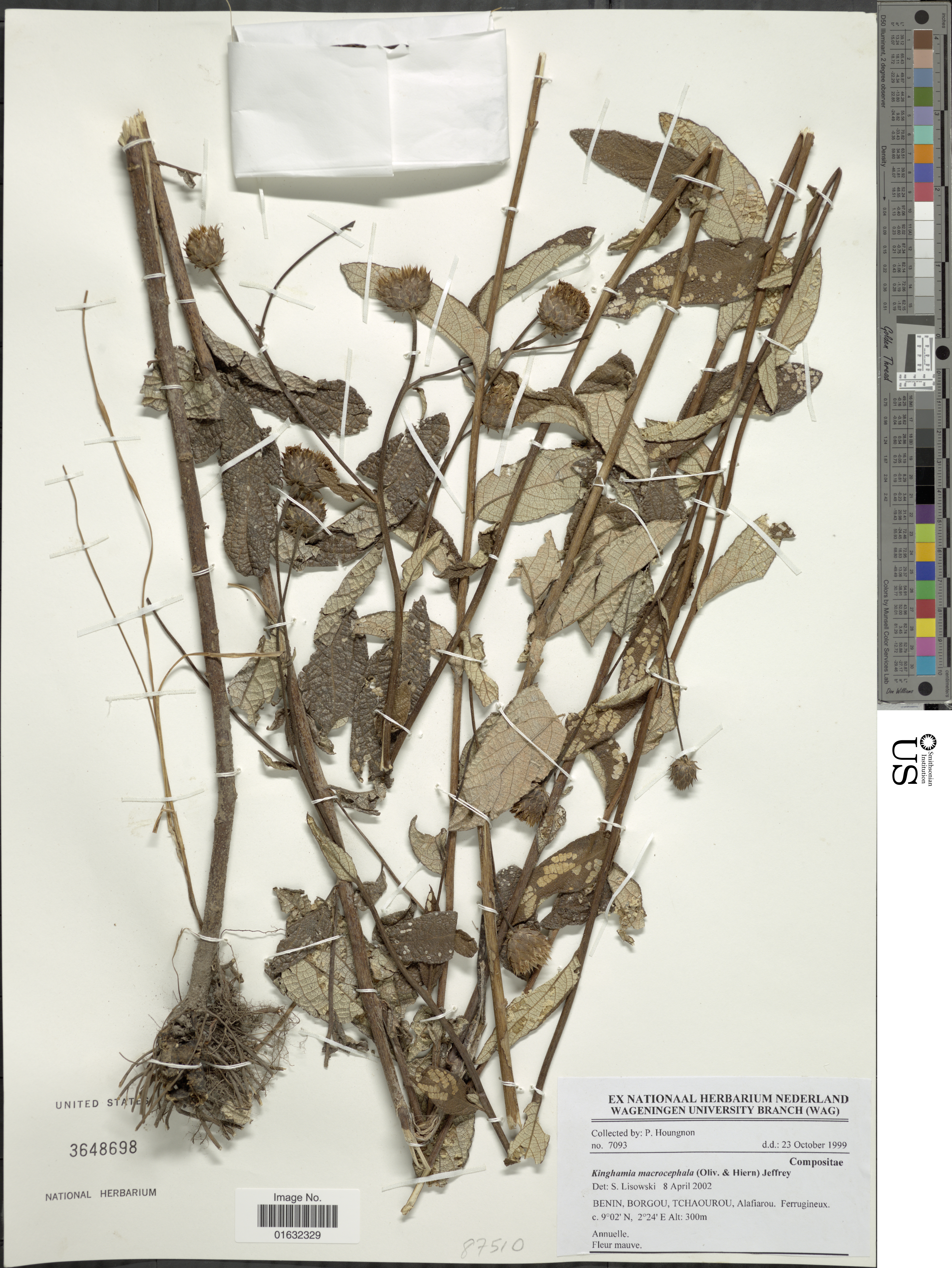
Kinghamia macrocephala.
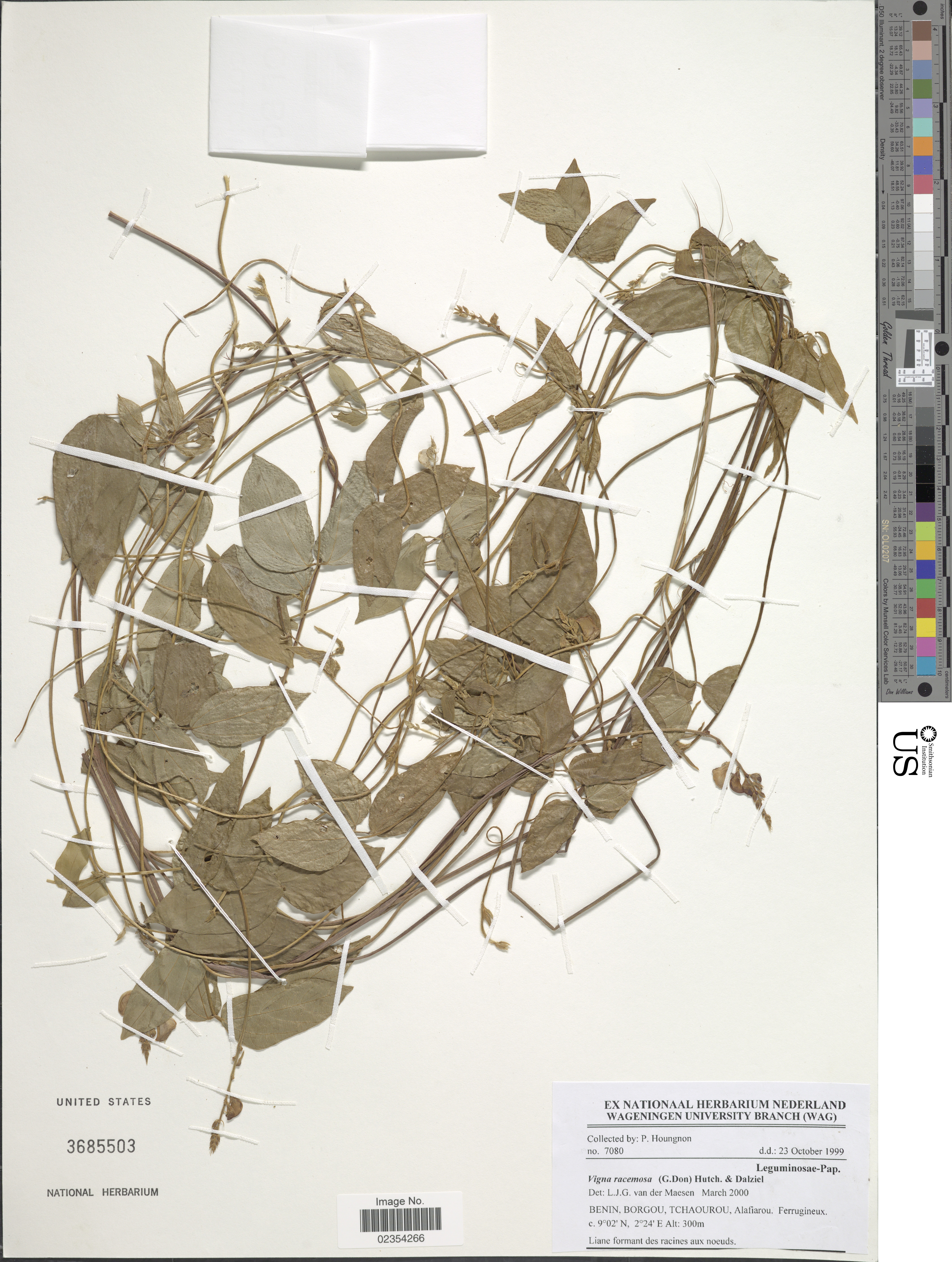
Vigna racemosa.
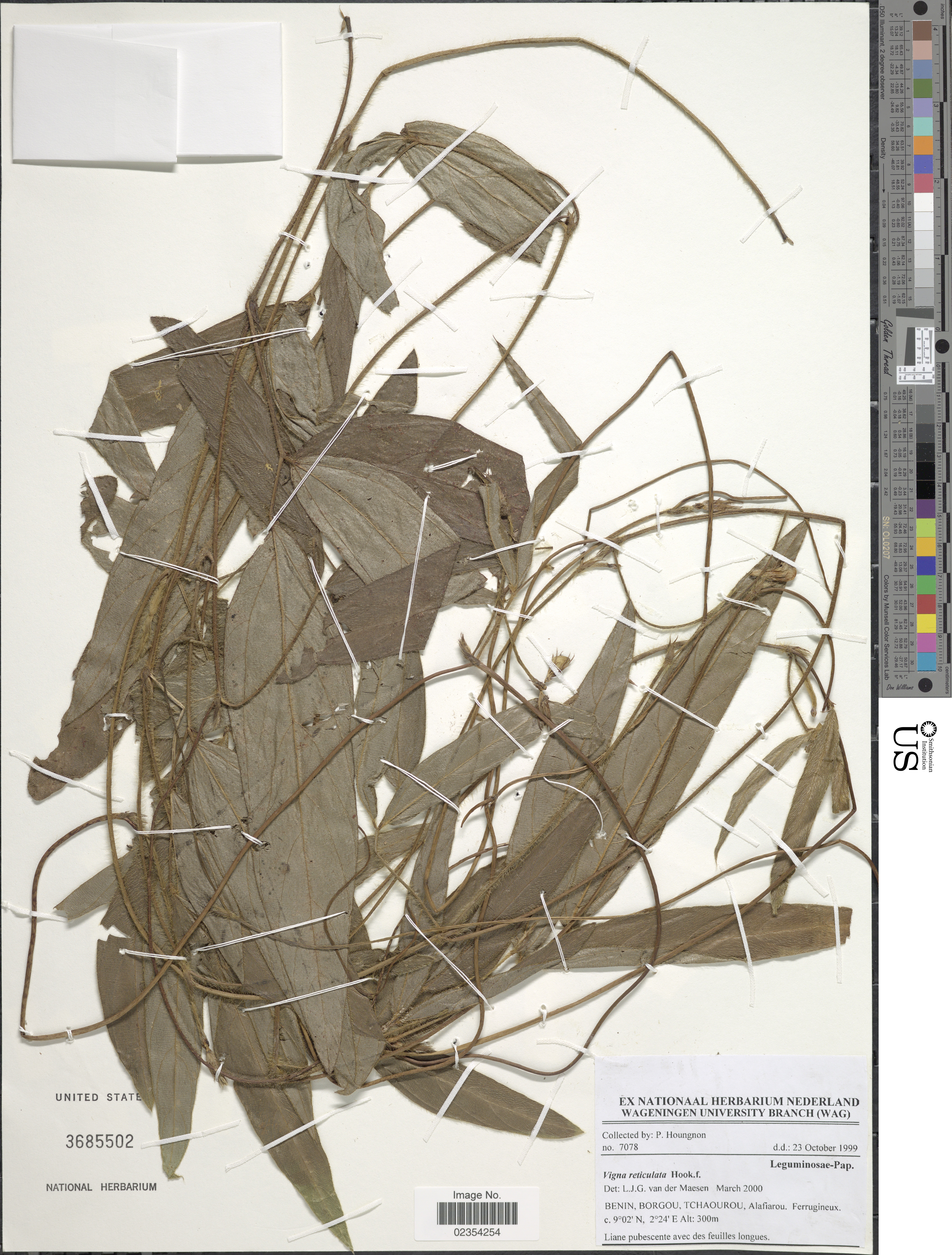
Vigna reticulata.

## Démographie
Selon le recensement de la population de 2013 conduit par l'Institut national de la statistique et de l'analyse économique (INSAE), Alafiarou compte 15 290 habitants.